# Вальтер, Пауль (дирижёр)
Пауль Вальтер (нем. Paul Walter; 28 февраля 1906, Вена — 6 июня 2000, Вена) — австрийский дирижёр.

## Биография
Учился в Венской консерватории в 1923—1927 гг., в том числе у Йозефа Маркса, однако диплома не получил. Дебютировал как оркестровый и хоровой дирижёр в 1929 году в Опаве, далее работал в Мёнхенгладбахе, Эрфурте, Трире, Гиссене. 
В 1940—1944 гг. первый капельмейстер Венской народной оперы, затем работал в Зальцбурге как оперный и оркестровые дирижёр, до 1954 года преподавал в Моцартеуме. В 1954—1955 гг. работал в Венской государственной опере, затем до 1974 гг. вновь постоянно сотрудничал с Венской народной оперой, в том числе в ходе гастрольных поездок.
В 1950-е гг. осуществил ряд записей с австрийскими оркестрами, в том числе 86-ю, 88-ю и 95-ю симфонии Йозефа Гайдна с оркестром Моцартеума, 11-й и 14-й фортепианные концерты Вольфганга Амадея Моцарта (с венским оркестром Pro Musica и пианисткой Эллен Гильберг), 23-й и 24-й концерты (с Ингрид Хеблер и тем же оркестром), его же 40-ю симфонию (с Зальцбургским фестивальным оркестром), концерты для кларнета с оркестром Карла Марии Вебера (с Алоисом Хайне и оркестром Моцартеума).